# Prignac-en-Médoc
Prignac-en-Médoc (okzitanisch: Prinhac de Medòc) ist eine ehemalige französische Gemeinde im Département Gironde in der Region Nouvelle-Aquitaine (vor 2016: Aquitanien) mit zuletzt 204 Einwohnern (Stand: 1. Januar 2019). Sie gehörte zum Arrondissement Lesparre-Médoc und zum Kanton Le Nord-Médoc. Die Einwohner werden Prignacais genannt.
Zum 1. Januar 2019 wurde Prignac-en-Médoc mit Blaignan zur Commune nouvelle Blaignan-Prignac mit Sitz in Blaignan zusammengelegt. Prignac-en-Médoc besitzt hierbei keinen Status einer Commune déléguée.

## Geografie
Prignac liegt etwa 60 Kilometer nordnordwestlich von Bordeaux im Norden der Halbinsel Médoc.
Umgeben wird Prignac-en-Médoc von den Nachbargemeinden und -orten
|                | Civrac-en-Médoc                             |                             |
|                | Kompassrose, die auf Nachbargemeinden zeigt | Blaignan (Blaignan-Prignac) |
| Lesparre-Médoc |                                             | Ordonnac                    |

## Bevölkerungsentwicklung

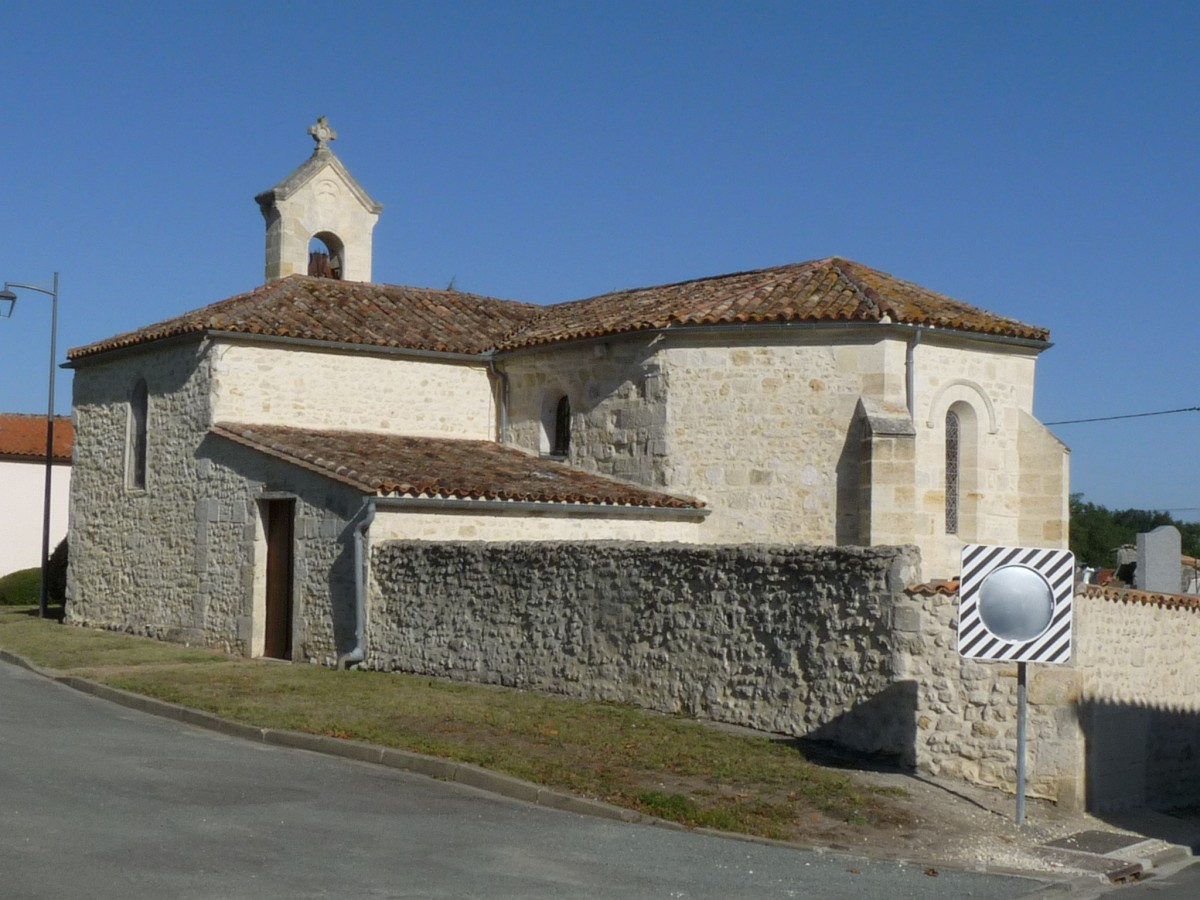
Kirche Saint-Martin

Nach Beginn der Aufzeichnungen stieg die Einwohnerzahl in der ersten Hälfte des 19. Jahrhunderts auf einen Höchststand von rund 345. In der Folgezeit setzte ein Rückgang bis zu den 1960er Jahren ein, die die Zahl der Einwohner bei kurzen Erholungsphasen auf rund 140 Einwohner sinken ließ. Es setzte eine Wachstumsphase ein, die insbesondere zur Jahrtausendwende die Einwohnerzahl signifikant steigen ließ. Seit den 2010er Jahren ist eine Reduktion der Größe zu verzeichnen.
| Jahr      | 1962 | 1968 | 1975 | 1982 | 1990 | 1999 | 2006 | 2011 | 2016 |
| --------- | ---- | ---- | ---- | ---- | ---- | ---- | ---- | ---- | ---- |
| Einwohner | 146  | 141  | 148  | 167  | 169  | 162  | 210  | 225  | 206  |

## Sehenswürdigkeiten
- Kirche Saint-Martin aus dem 12. Jahrhundert (siehe auch: Liste der Monuments historiques in Blaignan-Prignac)